# Tính dục theo giới
Tính dục theo giới là khái niệm để chỉ hiện tượng giới và tính dục được xem như hai khái niệm tương đồng, khi mà vai trò giới trong cuộc sống của một cá nhân bị ảnh hưởng bởi, cũng như ảnh hưởng tới nhận định của người khác về tính dục của họ. Ví dụ, cả nam giới và nữ giới đều thường được tự động coi là người dị tính. Nếu một người nam có biểu hiện nữ tính, thì tính dị tính của người này có thể bị nghi ngờ, và người này thường dễ được nhận định là một người đồng tính nam.
Trong cuộc thảo luận về tính dục theo giới, có hai luồng học thuyết chính: một luồng xét theo quan điểm tiến hóa, và một luồng nhìn từ góc độ văn hóa xã hội. Mặc dù cả hai tồn tại riêng rẽ, Eagle & Wood tin rằng hai luồng học thuyết này có khả năng kết hợp được với nhau.  

## Giới và tính dục trong tính dục theo giới
Trong lịch sử, hai khái niệm giới và giới tính được dùng tương đương nhau, nhưng phải mãi đến cuối những năm 1960 và đầu những năm 70 thì khái niệm về giới mới bắt đầu được định nghĩa rõ ràng hơn và được sử dụng rộng rãi trong các văn bản tài liệu thuộc ngành tâm lý học. Từ đó đến nay, khái niệm này đã trải qua nhiều lần cập nhật, và hiện tại được dùng để chỉ cách một người nhận định và thể hiện giới của họ, thường là qua sự nam tính hoặc nữ tính. Với định nghĩa đó, giới thường được dùng như một biến số để nghiên cứu việc giới có thể biểu lộ những thông tin gì về một người (ví dụ: tính dục của họ). Các nghiên cứu tâm lý học trong lĩnh vực này có xu hướng xem xét giới theo ba hướng sau:
1. Xem xét giới thông qua sự khác biệt trong biểu hiện, đặc điểm, và hành vi cử chỉ
2. Xem xét mối quan hệ giữa giới và sự khác biệt cá nhân trong những người nhận định là nam giới và những người nhận định là nữ giới, và
3. Xem xét tác động của giới lên hành vi xã hội của nam giới và nữ giới[5]

Khác với giới, định nghĩa về tính dục ở con người tương đối ổn định và trải qua ít thay đổi hơn. Nó được dùng để chỉ mọi hành vi và thái độ mang tính chất tính dục của con người. Mối quan hệ giữa giới và tính dục không cố định, mà linh hoạt và liên tục thay đổi. Điều đó có nghĩa tính dục theo giới không nhất thiết phải tuân theo những đường hướng nhất định và dễ đoán. Nhưng thông thường, tính dục theo giới vẫn đi theo con đường định chuẩn hóa dị tính, tức là khi dị tính được coi như là, theo cách gọi của Vanwesenbeeck, một "then chốt" cho điểm giao giữa giới và tính dục. Tuy vậy, những nhìn nhận về tính dục này từ trước đến nay vẫn thường mang nặng định kiến về giới, chẳng hạn như nam giới thì sẽ cởi mở hơn với việc quan hệ tình dục thường xuyên, hay việc có nhiều bạn tình, trong khi nữ giới thì sẽ bảo thủ hơn trong những việc này.
Một nghiên cứu của McCabe, Tanner & Heiman cho thấy rằng, ít nhất là ở phương Tây, giới có thể biểu lộ những gì chúng ta hiểu và nhìn nhận về tính dục. Mục đích nghiên cứu của họ là để tìm hiểu cách nam và nữ giới định giới cho định nghĩa của họ tình dục và tính dục. Kết quả nghiên cứu thu được cho thấy nam giới và nữ giới có nói về tình dục và tính dục thông qua những từ ngữ và khái niệm về giới. Những nội dung trao đổi về tình dục/tính dục theo giới thường thấy nhất là:
- Tình dục đối với nam là thể xác, đối với nữ là tình cảm
- Tình dục quan trọng với nam giới hơn là nữ giới
- Ngoại hình của nữ giới quan trọng
- Ham muốn và/hoặc khoái cảm trong tình dục thường không được áp nhiều cho nữ giới

Các nhà nghiên cứu cũng bình luận rằng bốn kiểu định giới cho tính dục này xuất hiện một cách tự nhiên trong trao đổi của những người tham gia nghiên cứu mà không cần bất kỳ gợi ý hay đề cập nào tới chúng. Họ kết luận rằng giới có tác động ít nhiều lên những gì chúng ta biết, cũng như cách chúng ta học hỏi về tình dục và tính dục.

## Xu hướng tính dục và tính dục theo giới
Mặc dù tính dục theo giới thường xuất hiện qua khái niệm về nam giới, nữ giới, và dị tính luyến ái, nó cũng có thể được sử dụng với các khái niệm liên quan đến giới và tính dục khác như bức bối giới, hay khi nói về người chuyển giới, người transsexual, người liên giới tính, người đồng tính, hay người song tính.

## Quan điểm văn hóa xã hội
Quan điểm văn hóa xã hội của tính dục theo giới nhấn mạnh vào quan niệm rằng nam và nữ giới là những sinh vật xã hội được cung cấp thông tin từ nhóm xã hội mà họ là một phần, và chính các khía cạnh xã hội và văn hóa của những nhóm này gây ảnh hưởng lên các đặc tính được quy cho nam và nữ giới. Quan điểm văn hóa xã hội coi những đặc tính này mang tính biểu hiện, ngược lại với quan điểm tiến hóa, nơi mà chúng được mô tả thông qua các ý niệm về bản chất luận và tính bẩm sinh.
Khi xem xét tính dục theo giới qua lăng kính văn hóa xã hội, có bốn yếu tố tương tác xã hội ảnh hưởng lên hành vi của một người: yếu tố liên quan đến hành vi, yếu tố liên quan đến bối cảnh, yếu tố liên quan đến (các) bạn đời, và yếu tố liên quan đến bản thân người đó.
- Yếu tố liên quan đến hành vi

Hành vi tính dục được đánh giá tích cực nhất sẽ quyết định những hành vi tính dục nào sẽ được chấp nhận nhiều nhất trong mối quan hệ với giới. Những hành vi này áp dụng cho các nhóm cụ thể, khi mà những đánh giá tích cực sẽ quy định những gì được xã hội chấp nhận, và theo sau đó, quy định những hành vi nào sẽ thúc đẩy hành vi tổng thể. Khi bàn về tính dục theo giới, Vanwesenbeck đề xuất rằng một hành vi tình dục liên quan tới giới, nếu được chấp nhận một cách tích cực trong một nhóm xã hội, thì nó sẽ dễ xảy ra trong nhóm xã hội đó hơn là khi nó bị đánh giá tiêu cực. Trong bối cảnh phương Tây, điều này có thể được thấy trong dị tính luyến ái ở nam và nữ giới. Hành vi theo giới cũng bị ảnh hưởng bởi các đơn vị gia đình và chủ nghĩa tiêu dùng. Ví dụ phụ huynh mua quần áo cho con trai mình ở khu "nam giới". Bằng cách tiếp thị quần áo như vậy, sự hiểu biết về tính dục của cá nhân có thể bị kiểm soát bởi các yếu tố bên ngoài từ khi còn nhỏ.
- Yếu tố liên quan đến bối cảnh

Điều này đề cập đến cách hành vi theo giới của một cá nhân được thúc đẩy và/hoặc khuyến khích bởi bối cảnh tính dục trong cộng đồng xã hội của người đó. Bối cảnh tính dục này được Vanwesenbeeck (2009) gọi là vũ đài tính dục của một cá nhân. Một số ví dụ về hoàn cảnh tính dục có thể là quán bar cho người đồng tính, câu lạc bộ tình dục (xem Ping pong show) hoặc văn hóa hip-hop. Tất cả những trải nghiệm này đều mang tính đặc thù của hoàn cảnh liên quan đến giới và tính dục, và có một ý nghĩa khác so với những gì được coi là "bình thường" tùy theo tình huống. Văn hóa và phong tục là một yếu tố khác góp phần vào tính dục theo giới phụ thuộc vào bối cảnh. Có những hành vi ứng xử của nam và nữ giới được coi là thông thường ở những quốc gia này, nhưng lại được cho là không thể chấp nhận được ở các quốc gia khác. Nam giới nắm tay nhau ở Ấn Độ được chấp nhận nhiều hơn là ở phương Tây, và chính bởi sự khác biệt văn hóa này, nhận thức và cách phản ứng đối với tính dục theo giới cũng khác nhau.
- Yếu tố liên quan đến (các) bạn đời

Các tương tác tính dục khác nhau sẽ quyết định mức độ quan tâm của một cá nhân đối với việc làm theo những ảnh hưởng xã hội có phản hồi tích cực của giới. Các nghiên cứu cho thấy rằng sự gia tăng trong việc tiếp xúc và mức độ biểu hiện giới từ (các) bạn đời của cá nhân sẽ ảnh hưởng mạnh mẽ hơn lên việc tuân theo các mong đợi  về giới của họ. Sự theo chuẩn mực giới này có dẫn đến những kỳ vọng bất thành văn có thể gây tranh cãi và căng thẳng. Ví dụ, nam giới thường được kỳ vọng là phía sẽ cầu hôn nữ giới — chứ không phải ngược lại. Kỳ vọng xã hội này ảnh hưởng đến hành vi của những người có mong muốn kết hôn.
- Yếu tố liên quan đến chủ thể

Yếu tố cuối cùng này phụ thuộc vào cá nhân, hay ở đây là chủ thể, và mức độ cố gắng của họ để theo các chuẩn mực giới xã hội.
Có một số học thuyết thuộc quan điểm văn hóa xã hội được sinh ra nhằm chi phối tính dục theo giới.

## Thuyết vai trò xã hội
Thuyết vai trò xã hội quy định rằng con người là sản phẩm của các vai trò xã hội được thiết lập qua các truyền thống văn hóa, khi mà xã hội hướng mọi cá nhân đến việc vai trò nào thích hợp với cá nhân nào trong từng hoàn cảnh cụ thể. Thuyết vai trò xã hội có thể quy định nhiều loại vai trò xã hội khác nhau, mà cụ thể ở đây là vai trò giới. Những vai trò giới này ngụ ý rằng nam giới và nữ giới có những vai trò cụ thể riêng được định sẵn thông qua giới tính của mỗi người, và những vai trò này là điển hình và được mong đợi từ giới tính của họ.
Vai trò giới vừa hạn chế vừa mang tính cơ hội, theo đó chúng quy định tiềm năng của một cá nhân thông qua việc nhận định họ là nam hay nữ. Trong bối cảnh phương Tây, điều này có thể được thấy đặc biệt rõ qua sự phân biệt giới trong lao động trong lịch sử, khi mà nam giới và nữ giới được quy cho những nghề nghiệp khác nhau định bởi khả năng thể chất của họ, mà điển hình là thông qua giới tính. Vanwesenbeeck đề xuất rằng: "...Sự khác biệt trong (vai trò) giới xảy ra không phải là do sự khác biệt trong tiềm năng sinh học, hay trong giới tính, mà là do sự phân biệt đối xử của xã hội đối với những tiềm năng đó" (trang 888). Sự tuân theo những niềm tin này xảy ra khi những người khác khuyến khích và chấp nhận một số những hành vi, khiến vai trò giới tự nảy sinh trong thâm tâm nam và nữ giới. Xét trong bối cảnh phương Tây, Eagly & Wood đề xuất rằng có hai nguyên tắc chỉ đạo cho hành vi vai trò giới:
1. Các vai trò nam giới điển hình thường được trao vị thế quyền lực cao hơn, và theo đó các loại vai trò giới này được coi là mang tính chỉ đạo, và tất cả các vai trò giới khác là thứ yếu (ví dụ: các vai trò nữ giới điển hình).
2. Tất cả các cá nhân trong một nhóm xã hội cụ thể sẽ cố gắng đạt và thực hiện các phần cụ thể tương ứng với vai trò giới được chấp nhận là của họ (ví dụ: nữ giới sẽ cố gắng thực hiện các vai trò được quy bởi vai trò nữ giới).

Một lần nữa, xét trong bối cảnh phương Tây thì những vai trò giới này cũng đồng thời có tính quy định lên các hành vi tính dục. Ví dụ là vai trò giới của nam ám chỉ tính chỉ đạo và sự xâm lược, và điều này cũng được thể hiện trong vai trò tính dục nam giới, khi mà nam giới được mong đợi là sẽ chủ động và có tính xâm lược trong chuyện tình dục. Những tư tưởng này gắn liền với vai trò trong tình dục của cả nam và nữ giới trong những năm 1950 và 1960, khi mà người chồng được trông đợi là người chủ động và lấn át người vợ trong chuyện giường chiếu. Tuy nhiên, những vai trò này đã thay đổi; và cũng có nhiều dấu hiệu hiển nhiên cho thấy chúng sẽ tiếp tục thay đổi theo thời gian. Nhưng dù là vậy, thuyết vai trò xã hội dường như vẫn ám chỉ rằng bất kỳ bản dạng giới nào mà không phải dị tính cũng đều không phù hợp với các vai trò tính dục theo giới này, và không được chấp nhận bằng. Đây còn được gọi là định chuẩn hóa dị tính, hay còn được định nghĩa là "... sự định chuẩn hóa các quan niệm và mối quan hệ dị tính, và việc loại bỏ mọi thứ không tuân theo điều này" (tr. 142).
Tuy vậy, việc phải tuân theo các vai trò tính dục theo giới này không phải lúc nào cũng mang lại kết quả tích cực. Vanwesenbeeck cho rằng: "... các chuẩn mực giới đầy hạn chế, thứ làm suy yếu quyền lực, năng lực và quyền tự quyết của phụ nữ, đã góp phần làm gia tăng tỷ lệ trầm cảm, điểm tiêu chuẩn kém hơn trong một loạt các kết quả tâm lý khác nhau, và sự bất mãn với tình dục cao hơn ở nữ giới" (trang 888).

## Tiêu chuẩn kép trong tính dục
Tiêu chuẩn kép trong tính dục được đề xuất là một kết quả của thuyết vai trò xã hội, nơi mà chính vai trò tính dục theo giới là một phần của tiêu chuẩn này. Trong lịch sử, tiêu chuẩn kép tính dục ám chỉ rằng việc nam giới quan hệ tình dục ngoài hôn nhân không những được chấp nhận mà còn được khuyến khích, trong khi với nữ giới thì điều này không được chấp nhận. Ngày nay, ở phần đông các nước phương Tây thì quan hệ tình dục ngoài hôn nhân của cả nam và nữ giới đều được chấp nhận, nhưng với nữ giới, tư tưởng này vẫn bị giới hạn trong phạm vi tình yêu hoặc đính hôn.
Tiêu chuẩn kép về tính dục ra sức hạ bệ nữ giới, điều này có thể thấy trong việc vai trò giới quy định rằng mọi phụ nữ nên gợi tình, nhưng cũng phải nhũn nhặn trong tình dục. Nó ảnh hưởng đến vai trò tính dục của phụ nữ ở việc nó ám chỉ rằng phụ nữ không bao giờ có thể gợi tình mà không quan hệ tình dục bừa bãi. Vanwesenbeeck gọi hiện tượng này là sự phân biệt Madonna-gái điếm (Madonna-whore distinction). Naomi Wolf, tác giả của cuốn The Beauty Myth, giải thích rằng: "Sắc đẹp ngày nay chính là những gì cực khoái của phụ nữ từng là trong quá khứ: một thứ được trao cho họ bởi đàn ông, nếu họ chấp nhận đóng vai trò tính nữ của mình, và nếu họ may mắn".

### Các nghiên cứu
Trong việc việc nghiên cứu tính dục theo giới, các dữ liệu tự báo cáo thường có thể bị gây nhiễu bởi yếu tố vai trò xã hội, khi mà phản hồi của các cá nhân đối với câu hỏi liên quan đến tính dục bị ảnh hưởng bởi khả năng và mong muốn của một người trong việc tuân theo vai trò xã hội thích hợp của họ. Đặc biệt, tính dục sẽ ảnh hưởng đến phản hồi của một cá nhân, vì tính dục bị giám sát nặng nề bởi những gì được coi là vai trò xã hội chuẩn mực. Alexander & Fisher đã tiến hành một nghiên cứu để xác định xem liệu các hành vi và thái độ tình dục do nam và nữ giới tự báo cáo có bị ảnh hưởng bởi các vai trò giới được kỳ vọng hay không. Sự khác biệt trong giới tính xuất hiện nhiều nhất khi câu trả lời của người tham gia có nguy cơ bị người khác đọc, và xuất hiện ít nhất khi người tham gia tin rằng tốt nhất họ nên trung thực để tránh sự xấu hổ khi bị phát hiện là họ trả lời không thật lòng. Kết quả của nghiên cứu cho thấy rằng nam và nữ giới đều bị ảnh hưởng bởi vai trò giới được mong đợi khi đề cập đến các hành vi tình dục, đặc biệt là những hành vi bị coi là ít được chấp nhận đối với phụ nữ hơn là đối với nam giới, và rằng hành vi của cả hai giới có thể có nhiều tương đồng hơn những gì được nghĩ trong quá khứ.

## Sự kiến tạo xã hội
Thuyết kiến tạo xã hội cho rằng mọi thứ về hiện thực mà chúng ta biết đều được kiến tạo từ những thực tại xã hội bắt nguồn từ lịch sử loài người. Một phần cố hữu của thuyết kiến tạo xã hội là mô hình kiến tạo, với bốn điểm chính:
1. Trải nghiệm với thế giới của một người được sắp đặt theo một cách để chúng ta có thể hiểu được chúng.
2. Ngôn ngữ cung cấp cho chúng ta một hệ thống phân loại để chúng ta có thể hiểu được thế giới xung quanh mình.
3. Mọi cá nhân đều chia sẻ một thứ được gọi là thực tại chung của cuộc sống, nhờ đó mà chúng ta nhận thức được thực tế khác với giấc mơ như thế nào từ cách con người, địa điểm và mọi thứ khác được tổ chức. Chúng ta đều biết và hiểu đây là cách mọi người vận hành.
4. Chúng ta hiểu rằng cách thức có lợi nhất để làm một việc sẽ dần hình thành thói quen trong tâm trí con người, và cuối cùng trở thành một phần các định chế xã hội của chúng ta.

Những cách thức mà cuộc sống xã hội được xây dựng có sức ảnh hưởng lên cả giới và giới tính. Giới được kiến tạo xã hội thông qua việc các tương tác xã hội hàng ngày của một người trong một nền văn hóa cụ thể có thể gây ảnh hưởng đến sự thể hiện và xây dựng giới. Mặt khác, sự kiến tạo xã hội của tính dục được quy định cụ thể thông qua các hệ tư tưởng xã hội mà giới hạn và hạn chế những gì được quan niệm là sự vận hành thích hợp của tính dục.
Xét từ góc nhìn này, khác biệt giới tính đơn giản là hậu quả của việc nam giới và nữ giới cố gắng tuân thủ các kiến tạo giới được quy định cho họ bởi xã hội. Ngoài ra, việc tuân theo các kiến tạo này còn rất phức tạp do điều kiện công nghệ và tình huống xã hội đặc thù đối với từng nền văn hóa.
Cũng cần phải chỉ ra rằng sự khác biệt về giới liên quan đến kiến tạo xã hội cũng được cho là bị thúc đẩy bởi quyền lực, điển hình là thông qua các hệ tư tưởng gia trưởng trọng nam khinh nữ. Những mối quan hệ quyền lực này ảnh hưởng đến sự khác biệt giới, điều này cũng ảnh hưởng đến các biến số của tính dục, chẳng hạn như thái độ và hành vi tính dục. Tương tự như thuyết vai trò xã hội, những kiến tạo này thường bị ảnh hưởng bởi các đặc điểm thể chất.

### Các nghiên cứu
Việc xây dựng xã hội về tính dục theo giới được cho là bị ảnh hưởng bởi văn hóa. Petersen & Hyde đề xuất rằng ở những vùng văn hóa có ít khác biệt giới trong quyền lực (chẳng hạn như phân chia lao động giữa hai giới) sẽ có ít khác biệt giới trong thái độ đối với các hành vi tính dục hơn. Để chứng thực nhận định của mình, họ lấy quốc tịch làm yếu tố kiểm soát để nghiên cứu sự khác biệt giới trong thái độ và hành vi tính dục. Kết quả nghiên cứu ủng hộ tuyên bố kiến tạo của họ: phần lớn sự khác biệt về giới trong hành vi tính dục ở Châu Âu, Úc và Hoa Kỳ nhỏ hơn so với các nước vốn có bất bình đẳng giới lớn như Châu Á, Châu Phi, Châu Mỹ Latinh và Trung Đông. Họ kết luận rằng những khác biệt về hành vi này có thể được quy về cách mà vị trí của nam giới và nữ giới được xây dựng nên trong xã hội.
Baumeister đã hoàn thành một nghiên cứu xem xét sự mềm dẻo về mặt tính dục của phụ nữ, cho thấy rằng phụ nữ dễ bị ảnh hưởng bởi các yếu tố xã hội và văn hóa khi liên quan đến tính dục hơn nam giới. Kết quả của ông cho thấy rằng ở phụ nữ có tính biến động trong tính dục cao hơn, có mối tương quan giữa thái độ tính dục và hành vi tính dục thấp hơn, và dễ bị ảnh hưởng bởi các yếu tố xã hội lên các thước đo này hơn. Mặc dù Baumeister đã sử dụng cách tiếp cận tiến hóa để giải thích những phát hiện của mình, nhưng Hyde & Durik cho rằng tiếp cận từ quan điểm văn hóa xã hội liên quan đến thuyết kiến tạo xã hội thì sẽ phù hợp hơn. Hyde & Durik đã chỉ ra rằng trong mẫu nghiên cứu trên bối cảnh phương Tây của Baumeister:
∗ Nam giới có nhiều tầng quyền lực lên nữ giới hơn là nữ giới lên nam giới ∗ Các nhóm người có quyền lực thấp hơn thường cố gắng tiếp nhận và biến đổi hành vi của họ giống với những người có quyền lực cao hơn ∗ Cả vai trò giới và kiến tạo xã hội đều ảnh hưởng đến hành vi của nam và nữ giới, đặc biệt trong lĩnh vực tính dục, khi mà dị tính luyến ái được kỳ vọng ở cả nam và nữ giới.
Mặc dù các nghiên cứu khác đã cố gắng tái tạo các phát hiện của Baumeister, nhưng đến giờ vẫn chưa có bản sao thành công.

## Thuyết vật hóa
Thuyết vật hóa tập trung vào cách cơ thể con người được đối xử trong xã hội, đặc biệt là cách cơ thể phụ nữ bị đối xử như đồ vật. Lần đầu được đặt tên bởi Fredrickson & Roberts, ban đầu họ xây dựng thuyết vật hóa để chỉ ra vật hóa trong tình dục ảnh hưởng đến sức khỏe tâm lý của phụ nữ như thế nào (Hill & Fischer, 2008). Vật hóa tình dục có thể được thấy trên các phương tiện truyền thông thông qua sự thanh tra tình dục, hay thậm chí là bạo lực tình dục. Sự vật hóa này có thể khiến phụ nữ xem cơ thể của họ như một đồ vật để "bị chơi" với, hơn là một thực thể hoạt động để giữ cho một cá nhân sống và hoạt động một cách tối ưu. Vanwesekbeeck đề xuất rằng điều này "...khiến cho phụ nữ tạo khoảng cách với cơ thể của chính họ, nghi ngờ khả năng của cơ thể họ, và kết quả là họ sẽ thiếu kinh nghiệm trong việc sử dụng cơ thể một cách hiệu quả" (trang 890).
Trải nghiệm về sự vật hóa có thể khác nhau rất nhiều ở mỗi người phụ nữ, nhưng có thể nói rằng nó có tầm ảnh hưởng đáng kể đến cách một người phụ nữ trải nghiệm tính dục của chính mình. Việc cơ thể nữ giới thường xuyên phải chịu trải qua ánh nhìn nam giới, đặc biệt là khi liên quan đến việc bị tình dục hóa, có thể dẫn đến việc phụ nữ liên tục kiểm soát hình ảnh cơ thể của mình. Chính điều này tạo ra cái mà Masters và Johnson gọi là "spectatoring" (tạm dịch: hiện tượng người xem), đây là khi phụ nữ liên tục ý thức về trải nghiệm bên ngoài cơ thể của họ, và khi làm như vậy họ hoàn toàn không nhận thức được trải nghiệm của bản thân họ. Hiện tượng người xem được cho là làm giảm sự thỏa mãn tình dục nói chung của phụ nữ.

## Truyền thông đại chúng
Phần lớn việc vật hóa tình dục đến từ các phương tiện truyền thông đại chúng: chương trình truyền hình, tạp chí, phim hay video ca nhạc. Brown cho rằng phương tiện truyền thông tác động đến hành vi tình dục của các cá nhân thông qua ba con đường chính:
Con đường thứ Nhất - Truyền thông giữ trách nhiệm đặt tính dục, thái độ tính dục và hành vi tính dục ở ngay trước mắt công chúng. Chẳng hạn như lấy các tạp chí như Cosmopolitan hoặc Glamour làm ví dụ. Phần lớn các tạp chí này sẽ có hình ảnh và tiêu đề đan xen với các chủ đề tính dục về việc người đọc nên làm gì để giữ vẻ gợi cảm, để không ngừng thu hút bạn đời của họ về mặt tình dục. Bản chất của những phương tiện truyền thông này là thực thi sự dị tính bắt buộc, đó là còn chưa kể đến tính dục theo giới.
Con đường thứ Hai - Truyền thông đóng vai trò là phía thực thi các chuẩn mực tính dục theo giới. Ví dụ, kiểm tra tầm quan trọng của định chuẩn hóa dị tính trong văn hóa. Như đề xuất của Gayle Rubin, "định chuẩn hóa dị tính trong xã hội dòng chính tạo ra một "hệ cấp bậc giới tính" phân cấp các hoạt động tình dục từ "quan hệ tình dục tốt" xuống "quan hệ tình dục xấu" về mặt đạo đức. Hệ cấp bậc này đặt một hoạt động tình dục có tính sinh sản một vợ một chồng giữa hai người dị tính chung thủy vào mục "tốt", và đặt bất kỳ hành vi tình dục và các cá nhân không đạt đủ tiêu chuẩn này xuống các bậc thấp hơn cho đến khi họ rớt xuống mục "tình dục xấu"."
Con đường thứ Ba - Truyền thông quảng bá và khuyến khích việc gạt bỏ mô hình tính dục có trách nhiệm. Liên hệ lại với các ví dụ phía trên, phương tiện truyền thông sẽ lợi dụng giả định rằng một cá nhân khao khát được người khác chấp nhận. Nếu họ phô bày về sự lăng chạ và về tính dục đủ nhiều, chẳng hạn là trên trang bìa của một tạp chí đi, thì cuối cùng mọi người sẽ coi đó là một lẽ đương nhiên,  và sẽ cho qua các trách nhiệm xã hội và đạo đức với có trách nhiệm về tình dục của họ.
Những hình thức truyền thông tin này từ các phương tiện truyền thông cũng được cho là mang tính giáo dục cho công chúng về vai trò và miêu tả về tính dục nữ giới, và những ảnh hưởng này được cho là có những tác động khác nhau tùy thuộc vào phân nhóm. Đối tượng của hình thức truyền thông này, cũng như kiểu 'giáo dục tính dục' này cũng được cho là có sức ảnh hưởng đến một số nhóm hơn là các nhóm khác. Ví dụ, có bằng chứng cho thấy rằng nữ giới vị thành niên dễ bị ảnh hưởng nhất bởi những hình thức kiến thức này, tác động đến tính dục nữ vị thành niên. Nói chung là cấu trúc và nền tảng của văn hóa Mỹ cho phép các phương tiện truyền thông đại chúng tác động mạnh mẽ đến các khía cạnh khác nhau của tính dục cá nhân hóa, và tính dục theo giới.

## Hệ quả sức khỏe
Sự vật hóa tình dục có ảnh hưởng lớn lên sức khỏe tâm lý của nữ giới. Nó ảnh hưởng tiêu cực đến những người phụ nữ trẻ bằng cách tiêm nhiễm vào đầu họ sự xấu hổ, nghi ngờ và lo âu thông qua việc họ kiểm soát cơ thể và quan tâm đến những gì người ngoài có thể nghĩ về cơ thể mình hơn là những gì họ tự cảm nhận. Những tác động này thậm chí có thể dẫn tới những vấn đề tâm lý nghiêm trọng, chẳng hạn như trầm cảm và rối loạn chức năng tình dục.
Bất bình đẳng giới có thể tạo ra bất bình đẳng về sức khỏe. Ví dụ, phụ nữ sống lâu hơn nam giới nhưng trung bình lại mắc bệnh gấp 5 lần nam giới. Nam giới có tỷ lệ mắc bạo bệnh cao hơn cũng như thường xuyên bị thương hơn.
Quan niệm về tính dục theo giới cũng mang lại những hệ quả sức khỏe trong cộng đồng y tế, khi liên quan đến sự vững chắc về mặt tinh thần và tác động của sức khỏe thể chất. Năm 1984 phẫu thuật vùng kín ra đời chỉ vì lý do thẩm mỹ, và phải đến gần đây vào năm 1998 việc phẫu thuật vùng kín mới được công nhận rộng rãi. Hai thủ tục phẫu thuật như vậy là tạo hình âm đạo và tạo hình môi bé. Phẫu thuật tạo hình âm đạo được sử dụng để "thắt chặt" âm đạo nhằm cải thiện chức năng, và phẫu thuật tạo hình môi bé được sử dụng để "làm đẹp cho âm hộ." Suốt quãng thời gian dài và suốt những ca phẫu thuật này, âm đạo và bộ phận sinh dục nữ là thứ được xem như một vấn đề cần phải sửa nếu nó không được xã hội coi là "hoàn hảo". Những ca phẫu thuật này gây bất an cho phụ nữ, vật hóa họ, và dựng lên một hình ảnh chuẩn hóa cho bộ phận sinh dục của họ. Nữ giới "phải chịu đựng nhiều cảm giác lo lắng về bộ phận sinh dục", và sẽ trải qua những cuộc phẫu thuật vốn tốn kém và nguy hiểm này, nhằm tuân theo các chuẩn mực xã hội và dằn lo âu của họ xuống. Việc theo đuổi "một âm đạo tối ưu" dẫn đến tổn hại sức khỏe của phụ nữ trong nỗ lực uốn bản thân mình theo những trách nhiệm tính dục và ngoại hình được lý tưởng hóa.